# Hamataliwa obtusa
Hamataliwa obtusa là một loài nhện trong họ Oxyopidae.
Loài này thuộc chi Hamataliwa. Hamataliwa obtusa được Tord Tamerlan Teodor Thorell miêu tả năm 1892.